# Susanne Börnike
Susanne Börnike (Brandeburgo, 13 agosto 1968) è un'ex nuotatrice tedesca orientale.

## Carriera
Specializzata nella rana, ha vinto il titolo europeo sia sui 100m che sui 200m, nella stessa edizione (1989).

## Palmarès
- Europei

Sofia 1985: bronzo nei 200m misti.
Bonn 1989: oro nei 100m, 200m rana e nella 4x100m misti.